# 凤山乡 (东乡族自治县)
凤山乡，又称风山乡，是中华人民共和国甘肃省临夏回族自治州东乡族自治县下辖的一个乡镇级行政单位。

## 行政区划
凤山乡下辖以下地区：
陈二甲村、池滩村、上沟村、南岭村、丁家村、岭村、那斜户村和格鲁沟村。